# Біказ (місто)
Біказ (рум. Bicaz) — місто (з 1960) на сході Румунії, у Румунській Молдові, у повіті Нямц, на р. Бистриця при впаданні в неї р. Біказ, у ущелини в Східних Карпатах. Гребля ГЕС Біказ-Стожари (колишня ім. В. І. Леніна) (1960) утворила тут озеро Біказ. 8,6 тис. мешканців (2002).
Залізницею і шосейною дорогою має сполучення з м. Бакеу. Цементний і асбоцементний заводи КарпатЦемент (належать німецькій компанії HeidelbergCement). Центр туризму.
| Румунія | Це незавершена стаття з географії Румунії. Ви можете допомогти проєкту, виправивши або дописавши її. |